# Occupy Paedophilia
Occupy Paedophilia (en ruso «Окупай – Педофиляй», transliterado como Okupai - Piedofilyai) es el nombre con el que se autodenominan grupos de jóvenes neonazis ultranacionalistas rusos que han saltado a la fama por publicar vídeos en los que maltratan a jóvenes gais y transexuales. Los grupos usan medios sociales para atraer a homosexuales, a los que luego filman mientras los humillan y golpean entre todos.
En 2013 el movimiento llegó a España, donde se creó en Facebook un grupo similar denominado Proyecto Pilla-Pilla.

## Contexto
El movimiento se enmarca dentro de la violencia en contra de los homosexuales que se ha generalizado tras la aprobación de las leyes contra la propaganda homosexual de Rusia, que es documentada por los agresores en vídeos de palizas y humillaciones a homosexuales y transexuales, que se publican en internet.

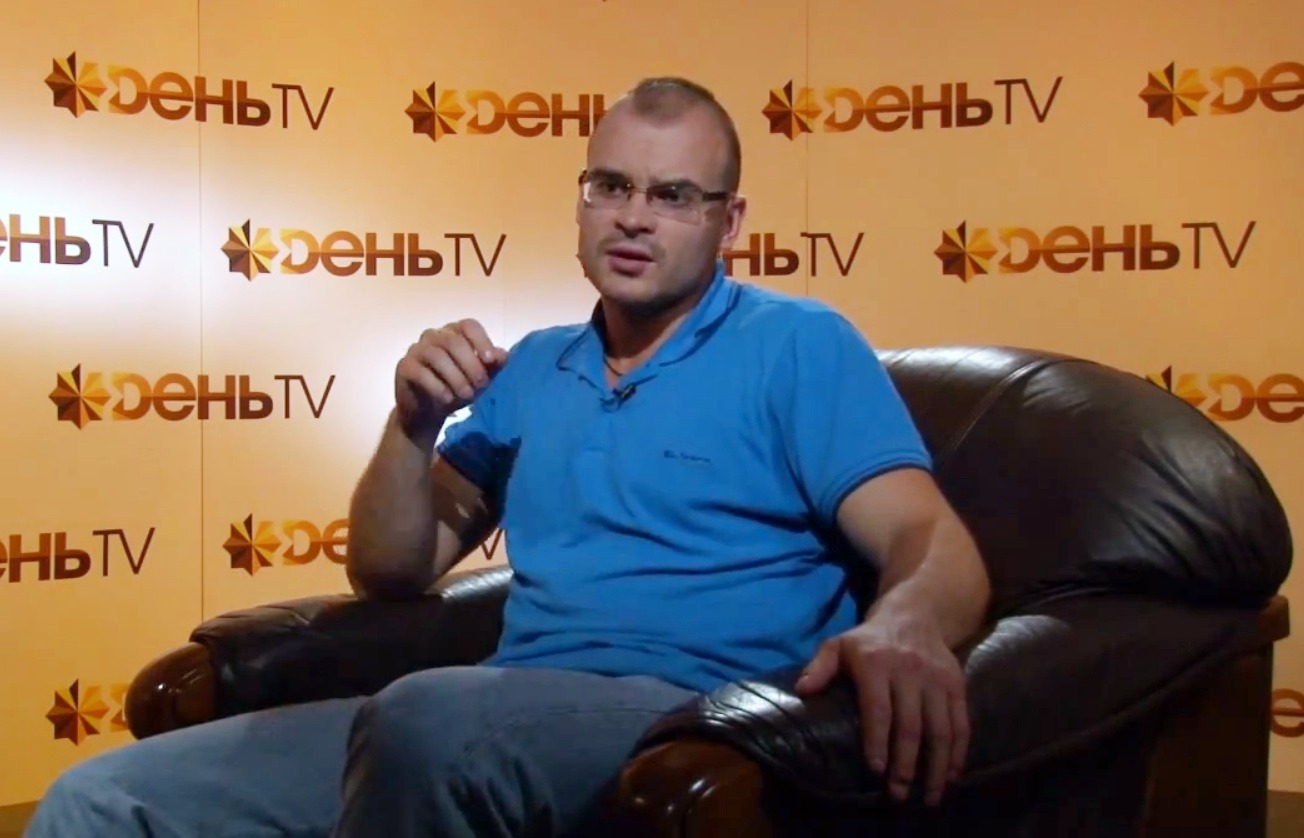
Maxim Martsinkevich en un programa de televisión en septiembre de 2012, hablando sobre el sistema penitenciario ruso.

Se dieron a conocer hacia mediados de 2013, cuando aparecieron los primeros vídeos y fotos en YouTube y en la red social rusa VK.com. Los jóvenes que componen Okupay Pedofilyay se comunican a través en los grupos «Occupy Pedophilia» y «Occupy Kamensky» de VK.com. Según grupos de defensa de los derechos LGBT, se han creado en VK.com unos 500 grupos independientes de 5 a 10 personas dentro del movimiento, cada uno con 10 a 15 vídeos, correspondientes a la mayoría de las ciudades rusas. El grupo más activo es el de Kamensk, en los Urales, dirigido por Maxim Martsinkevich, alias Tesak («El cuchillo de carnicero»). Martsinkevich, que había pasado dos años viajando por Rusia y denunciando la «pedofilia», es un ferviente partidario de las leyes contra la propaganda homosexual de Rusia. Tesak ha sido invitado en varias ocasiones por la cadena de televisión rusa NTV, que también ha emitido vídeos de la organización en su canal.
Los grupos dicen tener como objetivo a pedófilos, siendo su forma de actuar es colocar anuncios buscando sexo, haciéndose pasar por adolescentes. Sin embargo, los vídeos de las víctimas son de adolescentes o jóvenes adultos LGBT, a los que humillan y golpean, revelando su homosexualidad a la familia, los amigos y conocidos. Como ejemplo, en uno de los vídeos «un hombre es forzado a beber su orina, "para curar su homosexualidad dicen", le ponen en la cabeza un cubo de metal y es fuertemente golpeado con un bate de béisbol y una porra de policía». Los ataques ocurren a plena luz del día, a menudo en la calle o en espacios públicos, sin que sean molestados. Nikolái Alekséyev afirma que algunas víctimas han sido llevadas al suicidio, quedando otros profundamente traumatizados.
Siguiendo el modelo de Occupy Paedophilia, Filipp Razinsky, un militante neonazi ruso de 16 años, ha creado la organización Okupay Gerontofilyai, que, siguiendo los mismos métodos que su hermana mayor, se especializa en la persecución de adolescentes homosexuales sospechosos de tener relaciones sexuales con hombres de más edad.
Las autoridades rusas no actuaron contra estos grupos durante algún tiempo, a pesar de las denuncias de víctimas, padres de víctimas, activistas LGBT y ONGs, como Human Rights Watch. Martsinkevich fue extraditado de Cuba y condenado a 5 años de trabajos forzados por «incitación al odio étnico y social», ya que una de sus víctimas fue un joven emigrado iraquí en Rusia, cuya comunidad nacional denunció y dio a conocer los hechos. En 2015 el tribunal de la ciudad de Kamensk-Uralsky condenó a seis miembros de Okupai a penas de entre tres y seis años de cárcel, y otros tres fueron condenados a tres años de suspensión de sentencia. La condena fue por 19 delitos contra gais, en los que se incluyen amenazas de muerte, tortura y «daños moderados a la salud».

## Proyecto Pilla-Pilla
Philip Radzinsky, brazo derecho de Martsinkevich, afirmó en septiembre de 2013 en VK.com que se dirigía a Figueras para realizar emboscadas a gais en respuesta a declaraciones del consulado español a favor de los derechos LGBT en Rusia.
A imitación de la organización rusa, en España se ha creado en Facebook el Proyecto Pilla-Pilla, donde ha obtenido más de 30.000 «me gusta». En el caso español, los miembros del Proyecto Pilla-Pilla se hacen pasar por jóvenes de 15 años y proponen relaciones sexuales de mutuo acuerdo con adultos, a los que después recriminan y filman, publicando el vídeo. El hecho de que en España la edad de consentimiento para el sexo consensual sea de 13 años, y por lo tanto no haya habido actuación ilegal por parte del adulto, no ha sido tenido en cuenta por el Proyecto Pilla-Pilla.
El responsable del proyecto, el ucraniano Mikola Zatkalnitsky, afirmó en 2013 que tenían a un «pederasta» secuestrado. Los responsables del proyecto han sido denunciados por una de las víctimas y la policía de Barcelona, sede del grupo, está investigando sus acciones por si representan un delito. En julio de 2014, el proyecto pilla-pilla fue relacionado con una agresión racista a un inmigrante chino en el metro de Barcelona, recogido en un vídeo publicado en Youtube, ya que el agresor principal había aparecido en diversas fotos junto con Mikola Zatkalnitsky.